# Üzbegisztán a 2008. évi nyári olimpiai játékokon
Üzbegisztán a kínai Pekingben megrendezett 2008. évi nyári olimpiai játékok egyik részt vevő nemzete volt. Az országot az olimpián 14 sportágban 56 sportoló képviselte, akik összesen 5 érmet szereztek.

## Érmesek
| Érem  | Versenyző         | Sportág   | Versenyszám              |
| ----- | ----------------- | --------- | ------------------------ |
| Ezüst | Soslan Tigiyev    | Birkózás  | Férfi szabadfogás, 74 kg |
| Ezüst | Abdullo Tangriyev | Cselgáncs | Férfi nehézsúly          |
| Bronz | Rishod Sobirov    | Cselgáncs | Férfi légsúly            |
| Bronz | Anton Fokin       | Torna     | Férfi korlát             |
| Bronz | Yekaterina Xilko  | Torna     | Női trambulin            |

## Atlétika
Férfi

| Versenyző      | Versenyszám | Előfutam | Előfutam | Előfutam | Negyeddöntő | Negyeddöntő | Negyeddöntő | Elődöntő | Elődöntő | Elődöntő | Döntő   | Döntő    |
| Versenyző      | Versenyszám | Idő      | Hely.    | Össz.    | Idő         | Hely.       | Össz.       | Idő      | Hely.    | Össz.    | Idő     | Helyezés |
| -------------- | ----------- | -------- | -------- | -------- | ----------- | ----------- | ----------- | -------- | -------- | -------- | ------- | -------- |
| Oleg Juravlyov | 200 m       | 22,31    | 8.       | 60.*     | kiesett     | kiesett     | kiesett     | kiesett  | kiesett  | kiesett  | kiesett | kiesett  |
| Oleg Normatov  | 110 m gát   | 14,00    | 6.       | 38.      | kiesett     | kiesett     | kiesett     | kiesett  | kiesett  | kiesett  | kiesett | kiesett  |

| Versenyző         | Versenyszám   | Selejtező | Selejtező | Döntő                 | Döntő                 |
| Versenyző         | Versenyszám   | Eredmény  | Helyezés  | Eredmény              | Helyezés              |
| ----------------- | ------------- | --------- | --------- | --------------------- | --------------------- |
| Leonid Andreev    | Rúdugrás      | 565 cm    | 3.**      | érvényes ugrás nélkül | érvényes ugrás nélkül |
| Bobur Shokirjonov | Gerelyhajítás | 69,54 m   | 33.       | kiesett               | kiesett               |

| Versenyző      | Versenyszám | 100 m | 100 m | Távolugrás            | Távolugrás            | Súlylökés | Súlylökés | Magasugrás       | Magasugrás       | 400 m            | 400 m            | 110 m gát        | 110 m gát        | Diszkoszvetés    | Diszkoszvetés    | Rúdugrás         | Rúdugrás         | Gerelyhajítás    | Gerelyhajítás    | 1500 m           | 1500 m           | Végeredmény   | Végeredmény   |
| Versenyző      | Versenyszám | Idő   | Pont  | Eredmény              | Pont                  | Eredmény  | Pont      | Eredmény         | Pont             | Idő              | Pont             | Idő              | Pont             | Eredmény         | Pont             | Eredmény         | Pont             | Eredmény         | Pont             | Idő              | Pont             | Pont          | Helyezés      |
| -------------- | ----------- | ----- | ----- | --------------------- | --------------------- | --------- | --------- | ---------------- | ---------------- | ---------------- | ---------------- | ---------------- | ---------------- | ---------------- | ---------------- | ---------------- | ---------------- | ---------------- | ---------------- | ---------------- | ---------------- | ------------- | ------------- |
| Pavel Andreev  | Tízpróba    | 11,47 | 759   | 662 cm                | 725                   | 14,15 m   | 738       | 199 cm           | 794              | nem ért célba    | nem ért célba    | nem állt rajthoz | nem állt rajthoz | nem állt rajthoz | nem állt rajthoz | nem állt rajthoz | nem állt rajthoz | nem állt rajthoz | nem állt rajthoz | nem állt rajthoz | nem állt rajthoz | nem ért célba | nem ért célba |
| Vitaly Smirnov | Tízpróba    | 11,56 | 740   | érvényes ugrás nélkül | érvényes ugrás nélkül | 13,51 m   | 698       | nem állt rajthoz | nem állt rajthoz | nem állt rajthoz | nem állt rajthoz | nem állt rajthoz | nem állt rajthoz | nem állt rajthoz | nem állt rajthoz | nem állt rajthoz | nem állt rajthoz | nem állt rajthoz | nem állt rajthoz | nem állt rajthoz | nem állt rajthoz | nem ért célba | nem ért célba |

Női

| Versenyző        | Versenyszám | Előfutam | Előfutam | Előfutam | Negyeddöntő      | Negyeddöntő      | Negyeddöntő      | Elődöntő | Elődöntő | Elődöntő | Döntő   | Döntő    |
| Versenyző        | Versenyszám | Idő      | Hely.    | Össz.    | Idő              | Hely.            | Össz.            | Idő      | Hely.    | Össz.    | Idő     | Helyezés |
| ---------------- | ----------- | -------- | -------- | -------- | ---------------- | ---------------- | ---------------- | -------- | -------- | -------- | ------- | -------- |
| G'ozal Xubbiyeva | 100 m       | 11,44    | 3.       | 23.      | 11,49            | 7.               | 26.*             | kiesett  | kiesett  | kiesett  | kiesett | kiesett  |
| G'ozal Xubbiyeva | 200 m       | 23,44    | 6.       | 28.*     | nem állt rajthoz | nem állt rajthoz | nem állt rajthoz | kiesett  | kiesett  | kiesett  | kiesett | kiesett  |

| Versenyző              | Versenyszám   | Selejtező | Selejtező | Döntő    | Döntő    |
| Versenyző              | Versenyszám   | Eredmény  | Helyezés  | Eredmény | Helyezés |
| ---------------------- | ------------- | --------- | --------- | -------- | -------- |
| Nodiya Do'sanova       | Magasugrás    | 185 cm    | 26.       | kiesett  | kiesett  |
| Svetlana Radzivil      | Magasugrás    | 189 cm    | 18.       | kiesett  | kiesett  |
| Anastasiya Juravlyova  | Hármasugrás   | 13,36 m   | 29.       | kiesett  | kiesett  |
| Anastasiya Svechnikova | Gerelyhajítás | 55,31 m   | 36.       | kiesett  | kiesett  |

| Versenyző       | Versenyszám | 100 m gát | 100 m gát | Magasugrás | Magasugrás | Súlylökés | Súlylökés | 200 m | 200 m | Távolugrás | Távolugrás | Gerelyhajítás | Gerelyhajítás | 800 m   | 800 m | Végeredmény | Végeredmény |
| Versenyző       | Versenyszám | Idő       | Pont      | Eredmény   | Pont       | Eredmény  | Pont      | Idő   | Pont  | Eredmény   | Pont       | Eredmény      | Pont          | Idő     | Pont  | Pont        | Helyezés    |
| --------------- | ----------- | --------- | --------- | ---------- | ---------- | --------- | --------- | ----- | ----- | ---------- | ---------- | ------------- | ------------- | ------- | ----- | ----------- | ----------- |
| Yuliya Tarasova | Hétpróba    | 14,03     | 974       | 171 cm     | 867        | 12,60 m   | 701       | 24,36 | 946   | 592 cm     | 825        | 43,31 m       | 731           | 2:26,19 | 741   | 5785        | 26.         |

* - egy másik versenyzővel azonos időt ért el

** - három másik versenyzővel azonos eredményt ért el

## Birkózás

### Férfi
Kötöttfogású

| Versenyző      | Versenyszám | Selejtező                         | Nyolcaddöntő                    | Negyeddöntő                               | Elődöntő          | Vigaszág első kör               | Vigaszág elődöntő | Bronz- mérkőzés   | Döntő             | Helyezés |
| Versenyző      | Versenyszám | Ellenfél Eredmény                 | Ellenfél Eredmény               | Ellenfél Eredmény                         | Ellenfél Eredmény | Ellenfél Eredmény               | Ellenfél Eredmény | Ellenfél Eredmény | Ellenfél Eredmény | Helyezés |
| -------------- | ----------- | --------------------------------- | ------------------------------- | ----------------------------------------- | ----------------- | ------------------------------- | ----------------- | ----------------- | ----------------- | -------- |
| Ildar Xafizov  | 55 kg       | Nazir Mankijev (RUS) · 1-3, 0-3   |                                 |                                           |                   | Kristijan Fris (SRB) · 0-4, 1-1 | kiesett           | kiesett           |                   | 10.      |
| Dilshod Aripov | 60 kg       |                                   | Davor Štefanek (SRB) · 1-1, 4-1 | Ruszlan Tyumenbajev (KGZ) · 0-2, 3-0, 1-2 | kiesett           |                                 |                   |                   |                   | 11.      |
| David Saldadze | 120 kg      | Anton Botev (AZE) · 1-2, 2-1, 0-2 | kiesett                         | kiesett                                   | kiesett           |                                 |                   |                   |                   | 14.      |

Szabadfogású

| Versenyző        | Versenyszám | Selejtező                               | Nyolcaddöntő                           | Negyeddöntő                             | Elődöntő                        | Vigaszág első kör | Vigaszág elődöntő            | Bronz- mérkőzés                 | Döntő                                      | Helyezés |
| Versenyző        | Versenyszám | Ellenfél Eredmény                       | Ellenfél Eredmény                      | Ellenfél Eredmény                       | Ellenfél Eredmény               | Ellenfél Eredmény | Ellenfél Eredmény            | Ellenfél Eredmény               | Ellenfél Eredmény                          | Helyezés |
| ---------------- | ----------- | --------------------------------------- | -------------------------------------- | --------------------------------------- | ------------------------------- | ----------------- | ---------------------------- | ------------------------------- | ------------------------------------------ | -------- |
| Dilshod Mansurov | 55 kg       | Zsaszulan Muhtarbekuli (KAZ) · 1-0, 1-0 | Rizvan Hadzsijev (BLR) · 0-1, 1-0, 1-0 | Macunaga Tomohiro (JPN) · 1-2, 1-0, 1-2 |                                 |                   | Sezer Akgül (TUR) · 4-0, 4-0 | Beszik Kuduhov (RUS) · 0-1, 0-2 |                                            | 5.       |
| Soslan Tigiyev   | 74 kg       |                                         | Stefan Gheorghiţă (ROU) · 1-0, 1-0     | Emzáriosz Betinídisz (GRE) · 1-0, 1-0   | Murad Hajdarav (BLR) · 1-0, 1-0 |                   |                              |                                 | Buvajszar Szajtyijev (RUS) · 1-0, 0-1, 1-3 |          |
| Zaurbek Soxiyev  | 84 kg       | Gennagyij Lalijev (KAZ) · 5-4, 1-0      | Georgij Ketojev (RUS) · 1-4, 1-5       | kiesett                                 | kiesett                         |                   |                              |                                 |                                            | 9.       |
| Kurban Kurbanov  | 96 kg       | David Zilberman (CAN) · 3-1, 1-0        | Kiss Gergely (HUN) · 1-1, 3-0, 5-4     | Xetaq Qazyumov (AZE) · 0-4, 0-6         | kiesett                         |                   |                              |                                 |                                            | 7.       |
| Artur Taymazov   | 120 kg      |                                         | Əli İsayev (AZE) · 2-0, 4-3            | Disney Rodríguez (CUB) · 3-1, 4-0       | David Musuľbes (SVK) · 1-0, 1-0 |                   |                              |                                 | Bahtyijar Ahmedov (RUS) · 3-0, 1-0         | kizárva  |

A férfi szabadfogású 120 kg-ban győztes Artur Taymazov dopping mintájának utólagos ellenőrzése során turinabol használatát mutatták ki. Ezért a NOB 2017-ben megfosztotta aranyérmétől.

## Cselgáncs
Férfi

| Versenyző         | Versenyszám  | Selejtező         | 32-es főtábla                    | Nyolcaddöntő                         | Negyeddöntő                        | Elődöntő                        | Vigaszág első kör                 | Vigaszág negyeddöntő                      | Vigaszág elődöntő                       | Bronz- mérkőzés                  | Döntő                          | Helyezés |
| Versenyző         | Versenyszám  | Ellenfél Eredmény | Ellenfél Eredmény                | Ellenfél Eredmény                    | Ellenfél Eredmény                  | Ellenfél Eredmény               | Ellenfél Eredmény                 | Ellenfél Eredmény                         | Ellenfél Eredmény                       | Ellenfél Eredmény                | Ellenfél Eredmény              | Helyezés |
| ----------------- | ------------ | ----------------- | -------------------------------- | ------------------------------------ | ---------------------------------- | ------------------------------- | --------------------------------- | ----------------------------------------- | --------------------------------------- | -------------------------------- | ------------------------------ | -------- |
| Rishod Sobirov    | Légsúly      |                   | Omar Rebáhi (ALG) · 1001-0000    | Pavel Petřikov (CZE) · 0001-0000     | Cshö Minho (KOR) · 0000-1001       |                                 |                                   | Maszud Hádzsi Áhóndzáde (IRI) · 0010-0001 | Frazer Will (CAN) · 0011-0000           | Dimitri Dragin (FRA) · 0001-0000 |                                |          |
| Mirali Sharipov   | Harmatsúly   |                   | Óscar Peñas (ESP) · 1010-0000    | Munír Benamádi (ALG) · 0001-0000     | Ucsisiba Maszato (JPN) · 0010-0201 |                                 |                                   | Áras Míreszmáili (IRI) · 0010-0001        | Amín Mohammed el-Hádi (EGY) · 0101-0001 | Pak Csholmin (PRK) · 0001-0100   |                                | 5.       |
| Shokir Mo'minov   | Könnyűsúly   |                   | Jaromír Ježek (CZE) · 1000-0001  | Vang Gicshun (KOR) · 0000-1100       |                                    |                                 | Rinat Ibragimov (KAZ) · 1010-0001 | Leandro Guilheiro (BRA) · 0000-1000       | kiesett                                 | kiesett                          |                                | 9.       |
| Xurshid Nabiev    | Középsúly    |                   | Winston Gordon (GBR) · 0100-0020 | Elxan Məmmədov (AZE) · 0010-0110     | kiesett                            | kiesett                         |                                   |                                           |                                         |                                  |                                | 15.      |
| O'tkir Qurbonov   | Félnehézsúly |                   | Daniel Brata (ROU) · 0001-1000   | kiesett                              | kiesett                            | kiesett                         |                                   |                                           |                                         |                                  |                                | 21.      |
| Abdullo Tangriyev | Nehézsúly    |                   | Andreas Tölzer (GER) · 0211-0000 | Janusz Wojnarowicz (POL) · 0010-0000 | Teddy Riner (FRA) · 0001-0000      | Oscar Braison (CUB) · 1010-0011 |                                   |                                           |                                         |                                  | Isii Szatosi (JPN) · 0000-0010 |          |

Női

| Versenyző        | Versenyszám | Selejtező                              | Nyolcaddöntő      | Negyeddöntő       | Elődöntő          | Vigaszág első kör | Vigaszág negyeddöntő | Vigaszág elődöntő | Bronz- mérkőzés   | Döntő             | Helyezés |
| Versenyző        | Versenyszám | Ellenfél Eredmény                      | Ellenfél Eredmény | Ellenfél Eredmény | Ellenfél Eredmény | Ellenfél Eredmény | Ellenfél Eredmény    | Ellenfél Eredmény | Ellenfél Eredmény | Ellenfél Eredmény | Helyezés |
| ---------------- | ----------- | -------------------------------------- | ----------------- | ----------------- | ----------------- | ----------------- | -------------------- | ----------------- | ----------------- | ----------------- | -------- |
| Zinnura Jo'raeva | Harmatsúly  | Romy Tarangul (GER) · 0000-1101        | kiesett           | kiesett           | kiesett           |                   |                      |                   |                   |                   | 19.      |
| Mariya Shekerova | Nehézsúly   | Anne-Sophie Monidère (FRA) · 0000-0200 | kiesett           | kiesett           | kiesett           |                   |                      |                   |                   |                   | 18.      |

## Evezés
Férfi

| Versenyző          | Versenyszám  | Előfutam | Előfutam | Középdöntő | Középdöntő | Elődöntő | Elődöntő | Elődöntő | Döntő | Döntő   | Döntő | Helyezés |
| Versenyző          | Versenyszám  | Idő      | Hely.    | Idő        | Hely.      | Típus    | Idő      | Hely.    | Típus | Idő     | Hely. | Helyezés |
| ------------------ | ------------ | -------- | -------- | ---------- | ---------- | -------- | -------- | -------- | ----- | ------- | ----- | -------- |
| Ruslan Naurzaliyev | Egypárevezős | 7:58,43  | 5.       |            |            | E/F      | 7:35,12  | 3.       | E     | 7:09,98 | 3.    | 26.      |

## Kajak-kenu

### Síkvízi
Férfi

| Versenyző    | Versenyszám       | Előfutam | Előfutam | Előfutam | Elődöntő | Elődöntő | Elődöntő | Döntő    | Döntő    |
| Versenyző    | Versenyszám       | Idő      | Hely.    | Össz.    | Idő      | Hely.    | Össz.    | Idő      | Helyezés |
| ------------ | ----------------- | -------- | -------- | -------- | -------- | -------- | -------- | -------- | -------- |
| Vadim Menkov | Kenu egyes 500 m  | 1:52,793 | 4.       | 13.      | 1:55,610 | 6.       | 10.      | kiesett  | kiesett  |
| Vadim Menkov | Kenu egyes 1000 m | 3:56,793 | 1.       | 2.       |          |          |          | 3:54,237 | 4.       |

## Kerékpározás

### Országúti kerékpározás
Férfi

| Versenyző      | Versenyszám   | Idő             | Helyezés |
| -------------- | ------------- | --------------- | -------- |
| Sergey Lagutin | Mezőnyverseny | 6:31:06 (+7:17) | 50.      |

## Ökölvívás
| Versenyző            | Versenyszám  | Selejtező                        | Nyolcaddöntő                   | Negyeddöntő                      | Elődöntő          | Döntő             | Helyezés |
| Versenyző            | Versenyszám  | Ellenfél Eredmény                | Ellenfél Eredmény              | Ellenfél Eredmény                | Ellenfél Eredmény | Ellenfél Eredmény | Helyezés |
| -------------------- | ------------ | -------------------------------- | ------------------------------ | -------------------------------- | ----------------- | ----------------- | -------- |
| Rafikjon Sultonov    | Papírsúly    | Nordine Oubaali (FRA) · 7-8      | kiesett                        | kiesett                          | kiesett           | kiesett           | 17.      |
| To'lashboy Doniyorov | Légsúly      | Bernard Irungu (KEN) · 10-1      | Dzsitender Kumár (IND) · 6-13  | kiesett                          | kiesett           | kiesett           | 9.       |
| Xurshid Tojibaev     | Harmatsúly   | Rustam Rachimow (GER) · 11-2     | Bruno Julie (MRI) · 4-16       | kiesett                          | kiesett           | kiesett           | 9.       |
| Baxodirjon Sultonov  | Pehelysúly   | Anthres Lalit Lakra (IND) · 9-5  | Vaszil Lomacsenko (UKR) · 1-13 | kiesett                          | kiesett           | kiesett           | 9.       |
| Dilshod Maxmudov     | Váltósúly    | Mehdi Hálszi (MAR) · 11-3        | Jaoid Chiguer (FRA) · 8-3      | Bakit Szarszekbajev (KAZ) · 7-12 | kiesett           | kiesett           | 5.       |
| Elshod Rasulov       | Középsúly    | Jean Mickaël Raymond (FRA) · 8-2 | Andranik Hakobján (ARM) · RSC  | Emilio Correa (CUB) · 7-9        | kiesett           | kiesett           | 5.       |
| Abbos Atoyev         | Félnehézsúly | Dzsahon Kurbonov (TJK) · 3-11    | kiesett                        | kiesett                          | kiesett           | kiesett           | 17.      |

## Sportlövészet
Férfi

| Versenyző        | Versenyszám    | Selejtező | Selejtező | Döntő   | Döntő    |
| Versenyző        | Versenyszám    | Pont      | Helyezés  | Pont    | Helyezés |
| ---------------- | -------------- | --------- | --------- | ------- | -------- |
| Dilshod Muxtorov | Légpisztoly    | 580       | 14.       | kiesett | kiesett  |
| Dilshod Muxtorov | Szabadpisztoly | 549       | 30.       | kiesett | kiesett  |

Női

| Versenyző         | Versenyszám           | Selejtező | Selejtező | Döntő   | Döntő    |
| Versenyző         | Versenyszám           | Pont      | Helyezés  | Pont    | Helyezés |
| ----------------- | --------------------- | --------- | --------- | ------- | -------- |
| Yelena Kuznetsova | Légpuska              | 392       | 32.       | kiesett | kiesett  |
| Yelena Kuznetsova | Sportpuska, összetett | 573       | 30.       | kiesett | kiesett  |

## Súlyemelés
Férfi

| Versenyző           | Versenyszám | Szakítás | Szakítás | Lökés    | Lökés    | Összesen | Helyezés |
| Versenyző           | Versenyszám | Eredmény | Helyezés | Eredmény | Helyezés | Összesen | Helyezés |
| ------------------- | ----------- | -------- | -------- | -------- | -------- | -------- | -------- |
| Sherzodjon Yusupov  | 77 kg       | 144,0    | 19.      | 178,0    | 16.      | 322,0    | 16.      |
| Mansurbek Chashemov | 85 kg       | 165,0    | 9.       | 202,0    | 7.*      | 367,0    | 7.       |

* - egy másik versenyzővel azonos eredményt ért el

## Taekwondo
Férfi

| Versenyző      | Versenyszám | Nyolcaddöntő                  | Negyeddöntő              | Elődöntő          | Vigaszág elődöntő               | Bronz- mérkőzés                | Döntő             | Helyezés |
| Versenyző      | Versenyszám | Ellenfél Eredmény             | Ellenfél Eredmény        | Ellenfél Eredmény | Ellenfél Eredmény               | Ellenfél Eredmény              | Ellenfél Eredmény | Helyezés |
| -------------- | ----------- | ----------------------------- | ------------------------ | ----------------- | ------------------------------- | ------------------------------ | ----------------- | -------- |
| Dmitry Kim     | Pehelysúly  | Ezedin Tlish (LBA) · kizárták | Sung Yu-Chi (TPE) · 2-3  | kiesett           |                                 |                                |                   | 9.       |
| Akmal Ergashev | Nehézsúly   | Jon García (ESP) · 11-10      | Csha Dongmin (KOR) · 0-2 |                   | Kristopher Moitland (CRC) · 6-5 | Chika Chukwumerije (NGR) · 3-4 |                   | 5.       |

Női

| Versenyző          | Versenyszám | Nyolcaddöntő              | Negyeddöntő       | Elődöntő          | Vigaszág elődöntő | Bronz- mérkőzés   | Döntő             | Helyezés |
| Versenyző          | Versenyszám | Ellenfél Eredmény         | Ellenfél Eredmény | Ellenfél Eredmény | Ellenfél Eredmény | Ellenfél Eredmény | Ellenfél Eredmény | Helyezés |
| ------------------ | ----------- | ------------------------- | ----------------- | ----------------- | ----------------- | ----------------- | ----------------- | -------- |
| Yevgeniya Karimova | Nehézsúly   | Che Chew Chan (MAS) · 4-5 | kiesett           | kiesett           |                   |                   |                   | 11.      |

## Tenisz
Női

| Versenyző          | Versenyszám | 64-es főtábla                        | 32-es főtábla     | Nyolcaddöntő      | Negyeddöntő       | Elődöntő          | Bronz- mérkőzés   | Döntő             | Helyezés |
| Versenyző          | Versenyszám | Ellenfél Eredmény                    | Ellenfél Eredmény | Ellenfél Eredmény | Ellenfél Eredmény | Ellenfél Eredmény | Ellenfél Eredmény | Ellenfél Eredmény | Helyezés |
| ------------------ | ----------- | ------------------------------------ | ----------------- | ----------------- | ----------------- | ----------------- | ----------------- | ----------------- | -------- |
| Oqgul Omonmurodova | Egyes       | Francesca Schiavone (ITA) · 4-6, 2-6 | kiesett           | kiesett           | kiesett           | kiesett           | kiesett           | kiesett           | 33.      |

## Torna
Férfi

| Versenyző   | Versenyszám      | Selejtező | Selejtező | Döntő    | Döntő    |
| Versenyző   | Versenyszám      | Pontszám  | Helyezés  | Pontszám | Helyezés |
| ----------- | ---------------- | --------- | --------- | -------- | -------- |
| Anton Fokin | Talaj            | 14,325    | 58.       | kiesett  | kiesett  |
| Anton Fokin | Ugrás            | 15,625    |           | kiesett  | kiesett  |
| Anton Fokin | Korlát           | 16,150    | 3.        | 16,200   |          |
| Anton Fokin | Nyújtó           | 13,625    | 65.       | kiesett  | kiesett  |
| Anton Fokin | Gyűrű            | 14,825    | 41.       | kiesett  | kiesett  |
| Anton Fokin | Lólengés         | 14,725    | 22.       | kiesett  | kiesett  |
| Anton Fokin | Egyéni összetett | 89,275    | 23.       | 89,750   | 16.      |

Női

| Versenyző       | Versenyszám      | Selejtező | Selejtező | Döntő    | Döntő    |
| Versenyző       | Versenyszám      | Pontszám  | Helyezés  | Pontszám | Helyezés |
| --------------- | ---------------- | --------- | --------- | -------- | -------- |
| Luiza Galiulina | Talaj            | 12,375    | 80.       | kiesett  | kiesett  |
| Luiza Galiulina | Ugrás            | 12,225    |           | kiesett  | kiesett  |
| Luiza Galiulina | Felemás korlát   | 13,300    | 71.       | kiesett  | kiesett  |
| Luiza Galiulina | Gerenda          | 14,175    | 53.       | kiesett  | kiesett  |
| Luiza Galiulina | Egyéni összetett | 52,075    | 59.       | kiesett  | kiesett  |

### Trambulin
| Versenyző        | Versenyszám | Selejtező | Selejtező | Döntő    | Döntő    |
| Versenyző        | Versenyszám | Pontszám  | Helyezés  | Pontszám | Helyezés |
| ---------------- | ----------- | --------- | --------- | -------- | -------- |
| Yekaterina Xilko | Női         | 63,9      | 8.        | 36,9     |          |

## Úszás
Férfi

| Versenyző       | Versenyszám  | Előfutam | Előfutam | Előfutam | Elődöntő | Elődöntő | Elődöntő | Döntő   | Döntő    |
| Versenyző       | Versenyszám  | Idő      | Hely.    | Össz.    | Idő      | Hely.    | Össz.    | Idő     | Helyezés |
| --------------- | ------------ | -------- | -------- | -------- | -------- | -------- | -------- | ------- | -------- |
| Danil Bugakov   | 100 m hát    | 56,59    | 1.       | 39.      | kiesett  | kiesett  | kiesett  | kiesett | kiesett  |
| Danil Bugakov   | 200 m vegyes | 2:10,04  | 7.       | 46.      | kiesett  | kiesett  | kiesett  | kiesett | kiesett  |
| Ivan Demyanenko | 100 m mell   | 1:05,14  | 8.       | 56.      | kiesett  | kiesett  | kiesett  | kiesett | kiesett  |
| Ibrohim Nazarov | 200 m gyors  | 1:56,27  | 6.       | 54.      | kiesett  | kiesett  | kiesett  | kiesett | kiesett  |
| Sergey Pankov   | 200 m hát    | 2:03,51  | 3.       | 38.      | kiesett  | kiesett  | kiesett  | kiesett | kiesett  |
| Petr Romashkin  | 100 m gyors  | 51,83    | 6.       | 55.      | kiesett  | kiesett  | kiesett  | kiesett | kiesett  |

Női

| Versenyző       | Versenyszám | Előfutam | Előfutam | Előfutam | Elődöntő | Elődöntő | Elődöntő | Döntő   | Döntő    |
| Versenyző       | Versenyszám | Idő      | Hely.    | Össz.    | Idő      | Hely.    | Össz.    | Idő     | Helyezés |
| --------------- | ----------- | -------- | -------- | -------- | -------- | -------- | -------- | ------- | -------- |
| Mariya Bugakova | 50 m gyors  | 29,73    | 8.       | 68.      | kiesett  | kiesett  | kiesett  | kiesett | kiesett  |
| Irina Shlemova  | 100 m gyors | 58,77    | 6.       | 46.      | kiesett  | kiesett  | kiesett  | kiesett | kiesett  |